# Haut commandement de la gendarmerie nationale (Sénégal)
Au Sénégal, le haut commandant de la Gendarmerie et directeur de la Justice militaire dépend directement du ministère des Forces armées. Depuis 1972, il a le rang et les prérogatives du Chef d'état-major général des armées. Ce changement coïncide avec la création de l'état-major particulier du président de la République et de l'Inspection générale des Forces armées. Cette réforme visait à réduire le pouvoir du Chef d'état-major général des armées qui dans l'ordre protocolaire passe avant le haut commandant de la Gendarmerie.

## Attributions
Il assiste le ministre des Forces armées dans ses attributions relatives à l’organisation et à la préparation des forces de gendarmerie.
Le haut commandant de la Gendarmerie nationale, officier général, assiste le ministre des Forces armées dans ses attributions relatives à l’organisation et à la préparation des forces de gendarmerie. Le haut commandant en second assiste le haut commandant de la Gendarmerie nationale dans l'exercice de l'ensemble de ses attributions. À ce titre, il le supplée en cas d'absence ou d'empêchement. Il a le rang et les avantages du sous-chef d’état-major général des Armées. Le haut commandant en second de la Gendarmerie nationale est assisté de trois adjoints, officiers supérieurs nommés par décret du président de la République. Ils ont le rang et les avantages de commandant de légion et prennent les appellations suivantes :
- adjoint emploi-opérations ;
- adjoint administration-logistique ;
- adjoint ressources humaines.

## Organisation
Au Sénégal les gendarmes ont le statut militaire. Les principales missions de la gendarmerie sont de veiller à la sûreté publique et d'assurer le maintien de l’ordre et l’exécution des lois et règlements. Le Haut Commandement de la Gendarmerie Nationale a le commandement des forces de gendarmerie, il est nommé par le Président de la République Chef Suprême des Armées qui définit la politique de Défense Nationale. Laquelle, est exécutée sous l’autorité du Premier Ministre par le Ministre des Forces Armées. Le Haut Commandant de la Gendarmerie nationale dispose :
- Le cabinet
  - Chef de cabinet, officier supérieur nommé par arrêté du Ministre des Forces Armées
  - un aide de camp
  - un secrétariat particulier.
  - la Division des Relations Internationales
  - la Division Communication et la Division de l'Action Sociale
- L'état-major est dirigé par un le Haut Commandant en second
  - un cabinet dirigé par un officier qui prend l'appellation de chef de cabinet
  - un centre Opérationnel de la Gendarmerie dirigé par un officier supérieur
  - un bureau de courrier général.
- Inspection Interne de la Gendarmerie Nationale
  - Inspecteur Technique de la Gendarmerie Territoriale
  - Inspecteur Technique de la Gendarmerie Mobile
  - Inspecteur Technique des Affaires Administratives et Financières
  - Inspecteur Technique des Affaires Immobilières
  - Inspecteur Technique de l'Entrainement et de la formation
- Commandement de la Gendarmerie Territoriale (7 légions)
  - un secrétariat particulier
  - Un état major composé de deux divisions articulées en bureaux : Division Personnel Instruction et Division Emploi Organisation.
- Commandement de la Gendarmerie Mobile
  - la légion de gendarmerie d'intervention (LGI)
  - la légion de sécurité et de protection (LSP)
  - la légion de la garde présidentielle (LGP)
  - le groupe d'intervention de la Gendarmerie Nationale (GIGN)
  - le cynogroupe
- Commandement des écoles de Gendarmerie
  - l’École d’officiers de gendarmerie nationale (EOGN)
  - l’École de Gendarmerie
- Organisme d'administration et de soutien
  - le Centre Administratif
  - le Centre Technique
  - le Service de Santé

## Les Directeurs de la Gendarmerie, Haut Commandant de la Gendarmerie et Directeur de la Justice Militaire
- Capitaine Ameth Fall (octobre 1962 - juin 1964)
- Commandant Tamsir O Ba (juin 1964 - novembre 1965)
- Capitaine alioune Badara Konté (novembre 1965 - août 1968)
- Général de division Jean Alfred Diallo (août 1968 - juin 1972)
- Colonel Wally FAYE (juin 1972 - juillet 1973)
- Général de brigade Daouda Niang (juillet 1973 - juin 1977)
- Général de corps d'armée Waly Faye (avril 1977 - juin 1990)
- Général de division Francois Gomis (juillet 1990 - septembre 1994)
- Général de brigade Mamadou Diop (octobre 1994 - décembre 1998)
- Général de corps d'armée Pathé Seck (janvier 1998 - juillet 2005)
- Général de Corps d'Armée Abdoulaye Fall (juillet 2005 - décembre 2013)
- Général de Corps d'Armée Mamadou Guèye Faye (janvier 2014 - novembre 2016
- Général de Corps d’Armée Meissa NIANG (novembre 2016 - 27 juillet 2018
- Général de Corps d’Armée , Cheikh Sène, juillet 2018 au 15 novembre 2019
- Général de Corps d’Armée Jean Baptiste Tine(15 novembre 2019-17 juin 2021)
- Général de Corps d’Armée Moussa Fall(17 juin 2021 - 24 avril 2024)
- Général de division Martin Faye (depuis le 24 avril 2024[1])